# Alphonse Ducatel

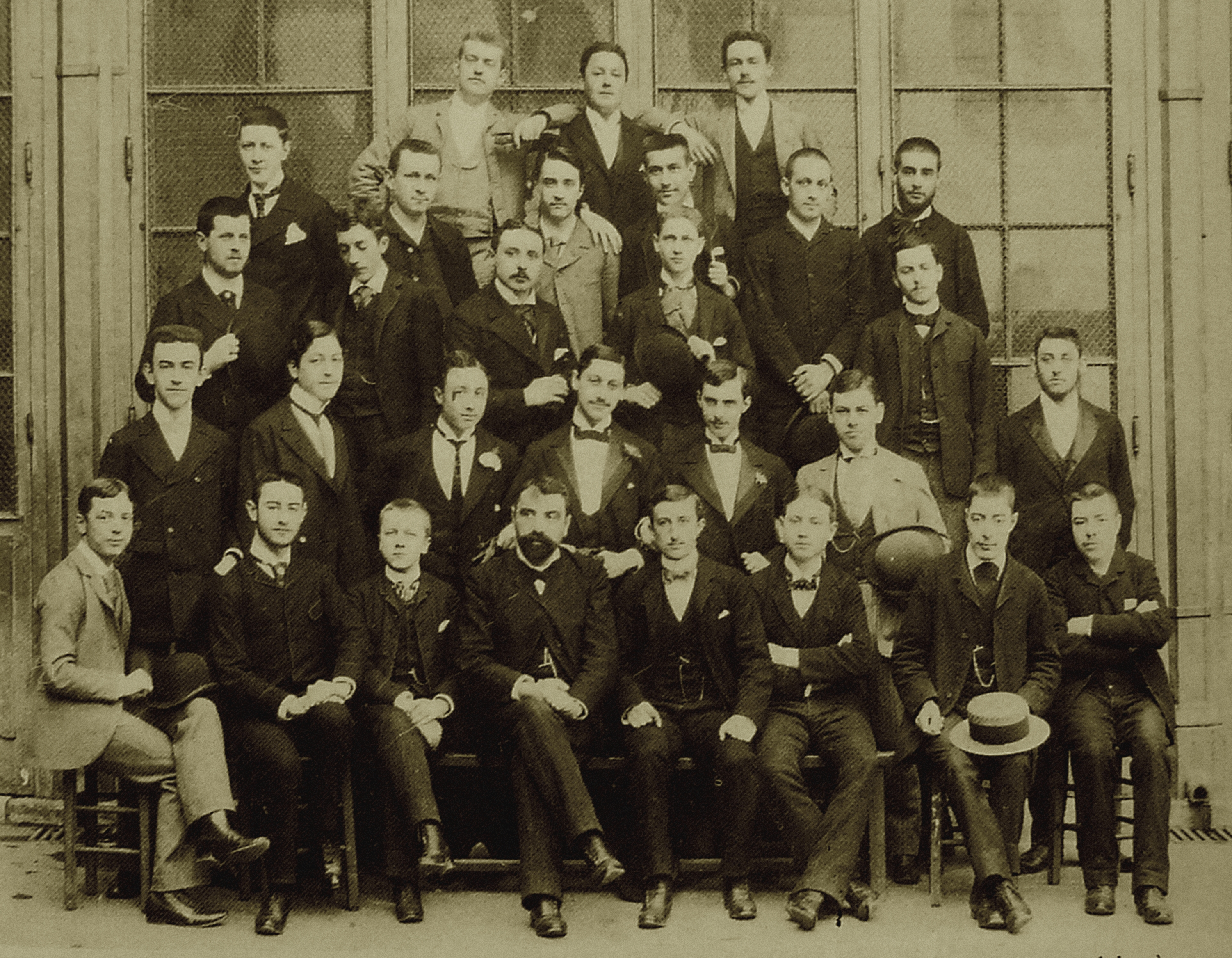
La classe de 1890 au lycée Condorcet, en haut à gauche, Robert Proust.

Alphonse Auguste Ducatel, né le 10 février 1851 à Saint-Omer et mort le 16 décembre 1913 à Paris, est un professeur de mathématiques.. 

## Biographie
Fils d'Alphonse Ducatel (propriétaire) et de Mélanie Adélaïde Joséphine Rohart, il commence sa carrière dans l'enseignement comme maître d'études au collège de Boulogne-sur-Mer en janvier 1872, tout en poursuivant ses études à l'école normale supérieure en section sciences, de novembre 1872 à août 1875. Il est nommé professeur de mathématiques au lycée de La Rochelle (1875-1876), Caen (1876-1878), Douai (1878-1880), puis enfin au lycée Condorcet à partir de 1880, où il a pour élève Robert Proust, frère cadet de Marcel.
Il publie Leçons d'arithmétique à l'usage des classes élémentaires des lycées et collèges (garçons et jeunes filles) et de l'enseignement primaire avec des questionnaires, de nombreux exercices et les réponses aux exercices éditions Masson, 1897.
Il est fait Chevalier de la Légion d'honneur en qualité de professeur de mathématiques élémentaires au lycée Condorcet par décret du 28 juillet 1903 sur rapport du ministre de l'Instruction publique. Il est Officier d'Académie le 14 juillet 1886 et Officier de l'Instruction publique en 1893.

## Distinctions
- Chevalier de la Légion d'honneur
- Officier d'académie
- Officier de l'Instruction publique

## Sources
- Son dossier de la Légion d'honneur
- Alphonse Ducatel sur le site Wikipasdecalais.fr.